# كارول بيرتش
كارول بيرتش )Carol Birch( كاتبة وروائية بريطانية ولدت في مانشستر عام 1951، ودرست الأدب الإنجليزي والأدب الأميركي في جامعة كيلي،

## الجوائز
كتب بيرتش خلال مسيرتها المهنية من تأليف 12 رواية.وفازت بعدد من الجوائز منها:
- جائزة ديفيد هيغهام لأفضل رواية أولى عن روايتها «الحياة في القصر» عام 1988
- جائزة جيفري فيبر التذكارية عن روايتها خط السحاب عام 1991.
- أدرجت روايتها «عد إلى المنزل مجدداً» ضمن اللائحة الطويلة لجائزة مان بوكر عام 2003،
- وادرجت وروايتها قبل الأخيرة «عرض وحوش جاماراتش» ضمن اللائحة الطويلة لجائزة أورانج واللائحة القصيرة لجائزة مان بوكر عام 2011.

## اعمالها
- الحياة في القصر Life in the Palace (1988)
- خط السحاب The Fog Line (1989)
- The Unmaking (1992)
- اغاني الغرب Songs of the West (1994)
- Little Sister (1998)
- Come Back, Paddy Riley (1999)
- عد إلى البيت مجددا Turn Again Home (2003)
- In a Certain Light (2004)
- The Naming of Eliza Quinn (2005)
- Scapegallows (2007):[2]]]
- عرض وحوش جاماراتش Jamrach's Menagerie (2011)}}
- يتامى الكرنفال 2016